# 旧礼仪派

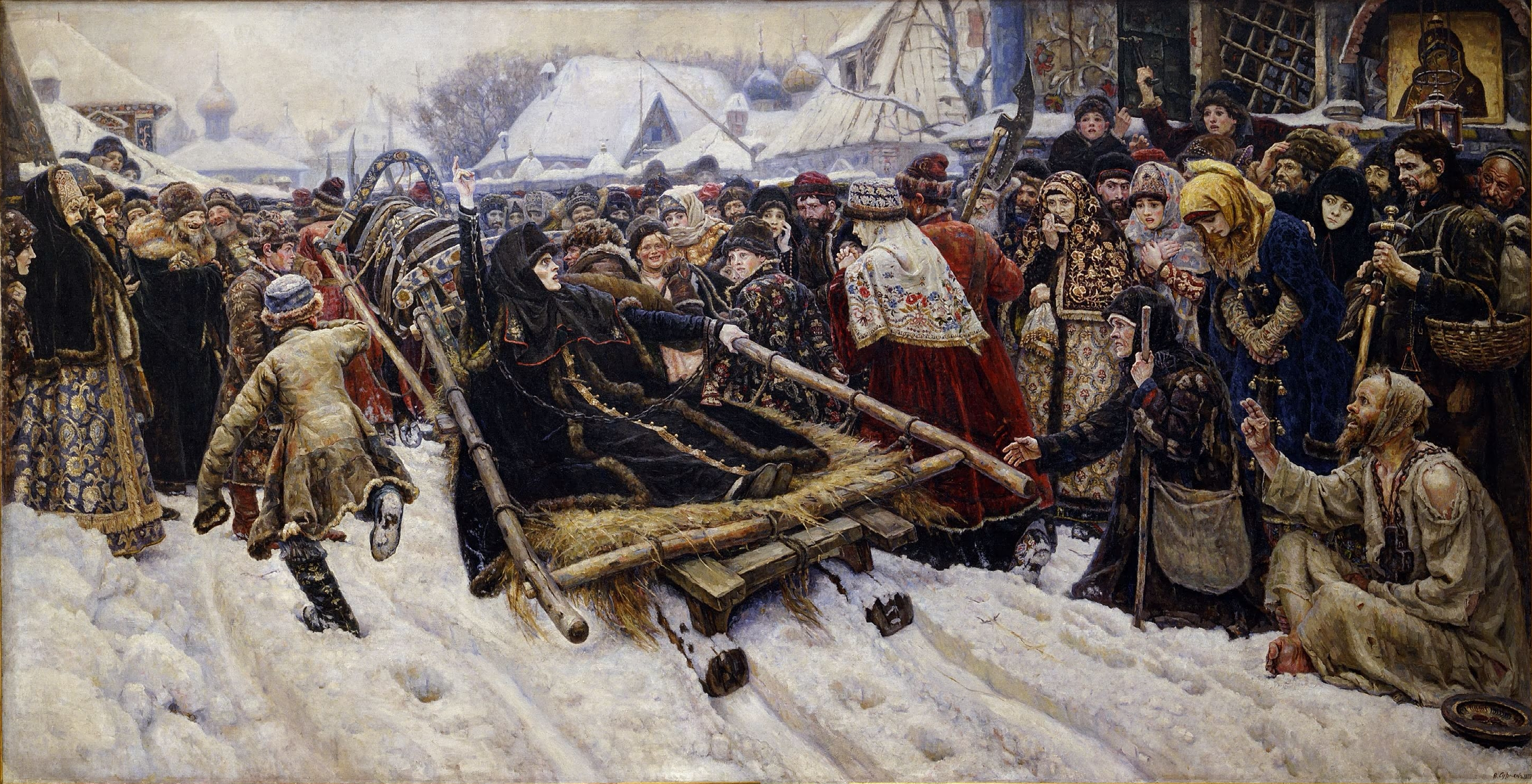
瓦西里·伊萬諾維奇·蘇里科夫的畫作《女贵族莫洛佐娃》，描寫一個正被逮捕的“旧教徒”菲奥多西娅·莫洛佐娃違逆地比出兩指手勢（而非三指）。在俄羅斯，直到十七世紀大牧首尼孔的改革以前，以兩指劃十字聖號一直是傳統（象徵基督的人性與神性）。三指的強迫實行是持續使用兩指記號的俄羅斯舊信徒分裂的導因之一。

旧礼仪派（俄语：Старообрядчество），或称“舊教徒派”、“舊信徒派”、正教会官方称之为“分裂派”，是俄罗斯东正教的一个异端分支。1666年正式从俄罗斯正教会分裂出去。起因是东正教的大牧首尼孔在1652-1666年的宗教改革。

## 起源
1653年起，大牧首尼孔在阿列克謝·米哈伊洛維奇沙皇的支持下，開始根據希臘東正教現行版本修改俄羅斯禮拜書的程序，改變了一些儀式。如以三根手指替代中指微彎的兩指十字聖號，讚美詩“哈利路亞”要複誦三次，替代傳統的兩次，將祈禱時的跪拜改為鞠躬禮，教堂禮儀行列行進方向要自西向東（朝著太陽）而不是自東向西（順著太陽升降方向）等等。  
1666年至1667年的泛東正教理事會後，會議結論詛咒舊信仰的捍衛者為異端並對他們作出相關懲罰的決定。

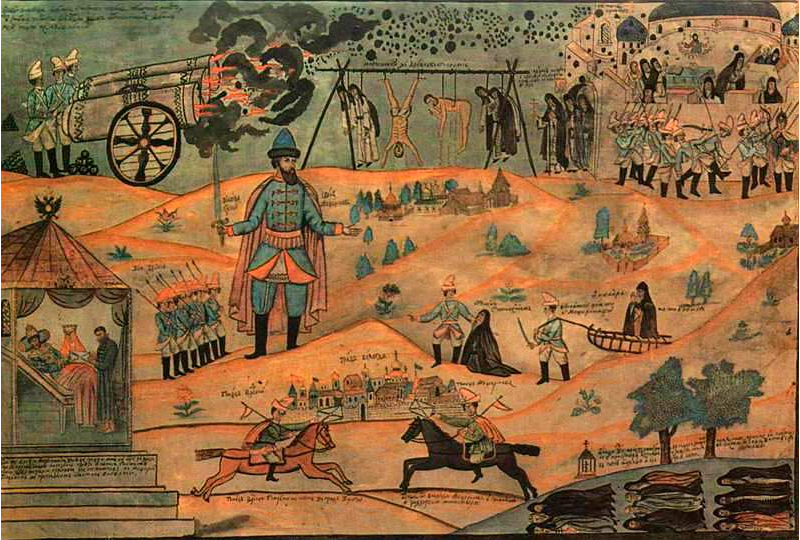
19世紀早期米哈伊爾·格里戈里耶夫（Mikhail Grigoriev）繪製的民間漫畫《莫斯科大公的司令官平定索洛韋茨基修道院起義》。

舊信徒派很快分裂成不同的教派，主要是聖徒派和舊禮儀派。受到分離教派理論家佈道禮拜的吸引，許多波薩德的居民，主要是農民，手工業者和哥薩克人逃到了俄羅斯北部和茂密的森林中的和俄羅斯南部邊境伏爾加河沿岸地區、西伯利亞，甚至遠至國外，在那裡他們將組織自己的村社。這是拒絕接受俄羅斯正教新的禮拜儀式的普通俄羅斯人民大規模出亡外移。
有些舊信徒教派的支持者參加了斯捷潘·拉辛在1670年至1671年叛亂，但這次起義不被視為一個舊信徒叛亂，而且斯捷潘·拉辛他自己有強烈反對教會的觀點。舊信徒教派的支持者在1682年莫斯科起義中發揮了重要作用。許多舊信徒教派成員往西部遷移，尋求波蘭立陶宛聯邦的宗教寬容政策庇護，允許他們自由地實踐他們的信仰。

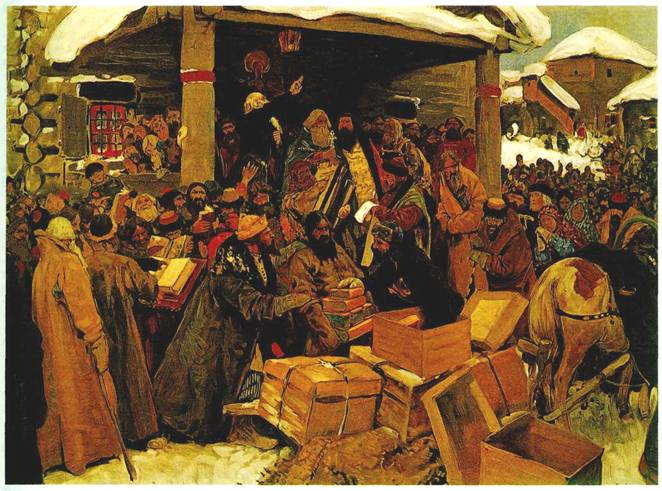
分離教派時代的場景示意圖

由于宗教改革与中央集权化相表里，传统贵族（波雅尔）反抗沙皇特辖制与军功贵族（作为中央集权支柱的官僚化贵族），因而很多波雅尔同情旧教，许多波雅尔“叛乱”与同情波雅尔的宫廷事变，例如彼得大帝时的近卫军“叛变”、皇太子被杀都有旧教背景。由于俄国的农奴化过程也是这一时期同步进行的，许多不愿为奴的逃亡农民都是旧教徒，俄国这一时期集中发生的三次“农民战争”，包括著名的叶梅利扬·普加乔夫、斯捷潘·拉辛等实际上都是旧教徒分裂运动的另一形式。大规模镇压导致旧教徒四处流亡，因此当时俄国的“盲流”与抓捕“盲流”的“禁止流浪法”也有宗教冲突背景。许多旧教徒逃亡后无法务农，只能到处做买卖糊口，由此导致后来俄国工商业者中旧教徒比例高达65%，旧教因此被一些学者看成“商人的信仰”，也由此产生了一大批“反对派商人”。但是分裂派运动影响最大的是形成了一个以信仰为生命，而且常常是有些“偏执”地与官方意识形态及官方权力对着干的思想者群体，即“知识分子”（西欧的知识分子的词源于俄语）。普列汉诺夫称分裂派运动为“向后看的反专制运动”，它以“教权主义”和宗教民主为其出发点。“俄国的宗教运动虽不完善、也不正确、比较狭隘，但却是一种特殊的人民自我教育机制”。亞歷山大·赫爾岑也说，“向后看就是向前进”。
白海中的索洛韦茨基群岛索洛韦茨基修道院正是分裂教派的“圣地”，“北方崇拜”的象征和众多旧教殉难者的下葬处。当地原属于诺夫哥罗德贵族共和国的边疆，共和国遗民逃到此处，以旧教信仰为精神支柱，在极端艰苦的环境中坚持他们的“精神自由”。过去经商积累的财富和经济独立使修道院成为经济重镇，控制了从摩尔曼斯克到卡累利阿的整个北方沿海地区，靠几大盐场、贸易、捐献、领地收入而豪富。拉辛起义失败后许多人也逃到这里。在宗教改革高潮中，1668年起修道院在沙皇军队的围攻下坚持了8年，最后因叛徒出卖了经由烤房的暗道，修道院才被攻破。此后这里成为沙皇当局流放各种异端人士和“危险分子”的地方，旧教分子、秘密协会成员、十二月党人乃至普希金的舅舅都曾流放此地。但流放犯仍然实行自治。
在17世紀末到18世紀初，當俄羅斯東正教的改革已經很明顯是不可能逆轉的，分離教派運動最激進的元素逐步的衰退了。1730年俄国颁布法令规定旧教徒的财产没收，本人发作“卡托加”苦役；追捕旧教逃亡者，对旧教徒的工商业实行重罚；1735年又规定禁止流亡海外的旧教徒回国。尽管在葉卡捷琳娜大帝統治期間，已逃亡國外的分離教派信徒返回祖國是受鼓励的，但是在1905年以前，分離教派在俄羅斯一直是非法的。

## 派别
旧教徒并不是信仰一致的整体，而是分为主张各异的很多宗派。

### 教堂派
教堂派是温和保守反对派。

### 反教堂派
反教堂派拒绝承认宗教改革后的世界，认为是敌基督统治。 反教堂派又细分为很多派系。
- Aristovtsy
- Titlovtsy
- Troparion confession (troparschiki)
- Daniel's confession of the "partially married";
- Adamant confession (adamantovy):
- Aaron's confession (aaronovtsy):
- "Grandmother's confession" or the Self-baptized:
- "Hole-worshippers" (dyrniki):
- Melchisedecs (in Moscow and in Bashkortostan):
- "逃亡派" (beguny)或"Wanderers" (stranniki);
- "Netovtsy" 或Saviour's Confession:

## 當前處境

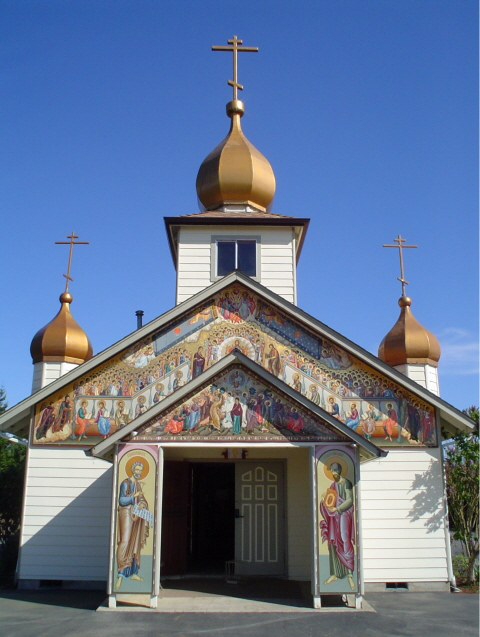
在美国俄勒冈州Gervais的旧教教堂

1905年俄国爆发革命。沙俄政府被迫发布了《宗教和解法令》，「取消现行使用的『分裂教徒』的说法，承认旧礼仪派的称谓」，他们至此才基本获得合法地位，而这时距离1654年尼孔改革已经过去了250年。 1971年，东正教牧首撤销了17世纪对旧教徒的诅咒。1974年在外俄羅斯正教會也宣布撤销了对旧教徒的诅咒。 

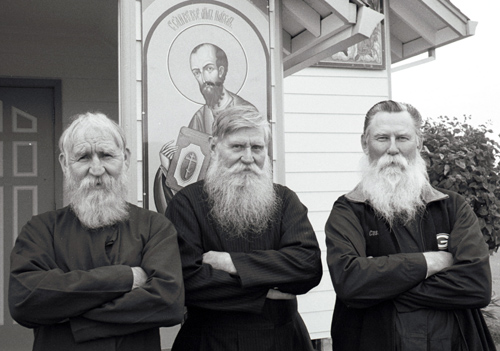
在美国俄勒冈州Woodburn的旧教教堂.

## 舊教教會
- Lipovan Orthodox Old-Rite Church（英语：Lipovan Orthodox Old-Rite Church）(Belokrinitskaya Hierarchy)
  - Lipovans（英语：Lipovans）
- Pomorian Old-Orthodox Church（英语：Pomorian Old-Orthodox Church）(Pomortsy)
- Russian Old-Orthodox Church（英语：Russian Old-Orthodox Church）(Novozybkovskaya Hierarchy)
- Russian Orthodox Old-Rite Church（英语：Russian Orthodox Old-Rite Church）(Belokrinitskaya Hierarchy)
- Union of Old Believer Parishes in Estonia （页面存档备份，存于）